# ويليام ن. هيبرت
ويليام ن. هيبرت (بالإنجليزية: William N. Hebert)‏ هو محامي أمريكي، ولد في 1960.